# Żyglin (gmina)
Żyglin – dawna gmina wiejska istniejąca w latach 1945–1946 w woj. śląskim (dzisiejsze woj. śląskie). Siedzibą władz gminy był Żyglin (obecnie w granicach Miasteczka Śląskiego).
Gmina zbiorowa Żyglin powstała w grudniu 1945 w powiecie tarnogórskim w woj. śląskim (śląsko-dąbrowskim). 14 lutego 1946 gmina liczyła 2004 mieszkańców. W wykazach opartych na stanie administracyjnym po 1946 roku jednostka już nie występuje, a jej obszar wchodzi w skład gminy Miasteczko Śląskie.